# 安原王
安原王（あんげんおう、501年 - 545年）は、高句麗の第23代の王（在位:531年 - 545年）。姓は高、諱は宝延（『三国遺事』王暦では宝迎）。先代の安臧王の弟であり、父は第21代の文咨明王。『魏書』や『梁書』には「延」の名で現れる。531年に先王の死去の際に、嗣子がいなかったために宝延が王位に就いた。

## 治世
長寿王以来の伝統となっているように、中国の南北朝両面に対して朝貢を続けた。北魏からは532年に＜使持節・散騎常侍・領護東夷校尉・遼東郡開国公・高句麗王＞に冊封され、北魏が東魏に代わった後に534年には＜驃騎大将軍＞号を加えられた。梁からは、安臧王代の爵号である＜寧東将軍・都督営平二州諸軍事・高句麗王＞をそのまま引き継いだ。
半島内での交流については、540年9月に百済が攻め入ってきて牛山城を包囲したことと、このときに精兵5千を派遣してこれを撃退させたこととを伝えるのみである。
在位15年にして545年3月に死去し、安原王と諡された。『三国史記』には埋葬地については記述がない。また、『梁書』には「太清2年（548年）に安原王が死去してその子（陽原王）を＜寧東将軍・高句麗王・楽浪公＞とした」とあるが、『三国史記』はこの『梁書』の記事を誤りとしている。